# Mancera (Michoacán)
Mancera es una localidad del estado mexicano de Michoacán. Es parte del municipio de José Sixto Verduzco.

## Demografía
| Gráfica de evolución demográfica |
|                                  |

| Censo | Población |
| ----- | --------- |
| 1900  | 252       |
| 1910  | 368       |
| 1921  | 377       |
| 1930  | 462       |
| 1940  | 376       |
| 1950  | 733       |
| 1960  | 950       |
| 1970  | 1248      |
| 1980  | 1127      |
| 1990  | 1757      |
| 2000  | 1308      |
| 2010  | 1256      |
| 2020  | 1378      |